# Diarmuid O'Neill
 (septembre 2021).
Pour les articles homonymes, voir O'Neill.
Diarmuid O'Neill (alias Dermot O'Neill ; né le 24 juin 1969 dans le quartier de Hammersmith à Londres et mort le 23 septembre 1996 à Londres) était un volontaire dans l'Armée républicaine irlandaise provisoire (IRA). O'Neill a été tué à Londres en 1996 lors d'une descente de police dans l'hôtel où lui et deux autres volontaires de l'IRA séjournaient. En raison des circonstances entourant le meurtre, Amnesty International a demandé un réexamen de l'enquête policière sur le meurtre d'O'Neill. O'Neill a été le seul membre de l'IRA à être tué par la police en Grande-Bretagne,. Il est le dernier membre de l'IRA tué durant les Troubles.

## Biographie
O'Neill est né et a grandi à Londres. Il est le plus jeune fils de parents irlandais, Eoghan et Theresa "Terry" O'Neill, originaires du comté de Kildare et du comté de Dublin. O'Neill avait une sœur, Siobhán, et un frère, Shane. Il était un ancien élève de la London Oratory School, une école catholique romaine de Fulham, à Londres, où on se souvenait de lui comme joyeux, bien élevé et extraverti. Dès son plus jeune âge, il s'intéresse à la culture et au nationalisme irlandais et passe une grande partie de son temps entre le comté de Cork et Londres. O'Neill était également profondément impliqué dans le soutien au nationalisme basque et s'était rendu au Pays basque à plusieurs reprises avec sa petite amie d'origine basque, Karmele Ereno. Alors qu'il était connu pour avoir des sympathies républicaines, très peu de gens étaient au courant de son implication dans l'IRA jusqu'à son assassinat par la police métropolitaine de Londres,,.
Peu de temps après avoir quitté l'école, O'Neill a passé neuf mois dans une institution pour jeunes délinquants pour son implication dans une fraude en espèces de 75 000 £ dans une succursale de la Bank of Ireland à Shepherd's Bush, dans l'ouest de Londres, où il travaillait. Une partie de l'argent volé a été siphonnée pour l'IRA.

### Mort
O'Neill a été abattu par l'unité spécialisée dans les armes à feu de la police métropolitaine de Londres, à Glenthorne Road, dans le quartier Hammersmith, à Londres en septembre 1996, lors d'un raid sur des opérations présumées de l'IRA.

## Héritage
Chaque année depuis sa mort, le Sinn Féin organise une commémoration en sa mémoire, à laquelle participent des proches. Le musicien Gary Og a écrit une chanson à son sujet intitulée "Diarmuid O'Neill".